# Mariakapel (Broeksittard)
De Mariakapel is een kapel in Broeksittard in de Nederlands Zuid-Limburgse gemeente Sittard-Geleen. De kapel staat aan de Broeksittarderweg bij nummer 167a op de grens van Sittard en Broeksittard. Voor de kapel staat een stenen wegkruis met corpus.
De kapel is gewijd aan Maria.

## Geschiedenis
Rond 1815 werd de kapel gebouwd met als aanleiding bevrijdt te zijn van de Fransen die het hier een tijd voor het zeggen hadden. Waarschijnlijk heeft er hier eerder ook al een kapel gestaan gezien de verwijzing uit 1550 naar het Broeksittarder kleusken.
In 1879 werd de kapel gerestaureerd.
Rond 1900 werden de gevels van de kapel gecementeerd.
Na de Tweede Wereldoorlog werd in 1945 de kapel hersteld en tijdens de pinksterprocessie op 27 mei opnieuw ingezegend.

## Bouwwerk
De gecementeerde en wit geschilderde kapel heeft een halfronde koorsluiting en wordt gedekt door een zadeldak met keramische leipannen. De frontgevel is een topgevel met op de top een cementstenen kruis. Aan de beide uiteinden van de frontgevel zijn steunberen geplaatst die gedekt worden met een schuine afdeklijst. Deze schuine afdeklijsten, het kruis op de nok en de plint van de kapel zijn grijs geschilderd. De andere wanden zijn wit geschilderd en hebben blokmotieven. In de frontgevel bevindt zich de rondboogvormige toegang die wordt afgesloten met een smeedijzeren hek waarin de letters AM verwerkt zijn (Ave Maria).
Van binnen is de kapel wit geschilderd en wordt ze overdekt door een gepleisterd tongewelf. Tegen de achterwand is het grijze massief naturustenen altaar geplaatst waarop aan de voorzijde in een wit marmeren vlak een tekst is aangebracht:

WEES GEGROET
MARIA

Op het altaar staat een marmeren sokkel met aan de voorzijde een gravering van de door elkaar geweven letters S en M, afkorting van Sancta Maria. Op de sokkel staat een staakmadonna, die een rijkelijk geklede Maria toont met op haar linkerarm het kindje Jezus en in haar rechterhand een zilveren scepter.